# Oh! Gee, Oh! Gosh, Oh! I’m in Love
Oh! Gee, Oh! Gosh, Oh! I’m in Love ist ein Popsong, den Ernest Breuer (Musik), Ole Olsen und Chic Johnson (Text) verfassten und 1923 im New Yorker Musikverlag Waterson, Berlin & Snyder veröffentlichten.

## Hintergrund
Der Text von Oh! Gee, Oh! Gosh, Oh! I’m in Love stammte von dem Komiker-Duo Olsen & Johnson, die den Song auch erstmals in den Ziegfeld Follies of 1923 vorstellten. Das humorvolle Lied wurde vor allem durch Eddie Cantor populär, ebenfalls durch seine Auftritte bei den Ziegfeld Follies. Fred Astaire sang die Nummer 1923 in dem Bühnenmusical Stop Flirting. Die Musikzeitschrift Variety nahm den Song in ihre Liste Hit Parade of a Half Century auf.

## Erste Aufnahmen und spätere Coverversionen
Zu den erfolgreichsten Coverversionen des Songs gehörten die Aufnahmen Eddie Cantors (Columbia A3934) und des Gesangsduos von Ernest Hare und Billy Jones (Okeh 4928 (19. Juni 1923), begleitet vom Milo Rega Orchestra bzw. Edison Diamond Disc Record 9050 bzw. Gennett, mit der Studioformation Bailey’s Lucky Seven), ferner die Instrumentalversion des Garber-Davis Orchestra (Victor 19164-A).
Zu den weiteren Musikern, die den Song ab Mitte 1922 coverten, gehörten in den USA Charles Rosoff (Welte Mignon), das Herb Wiedoefts Cinderella Roof Orchestra (Brunswick 2542), in Buenos Aires Eleuterio Yribarren, in Kopenhagen Valdemar Eiberg und in Paris Louis Mitchell’s Jazz Kings und das Orchestre Hot Boys Band von Tony Rumolino (beide Pathé). Der Diskograf Tom Lord listet im Bereich des Jazz insgesamt neun (Stand 2016) Coverversionen, u. a. von Joe „Fingers“ Carr und dem Vokalensemble Les Ondelines (begleitet vom Louis Rey Orchestra). Slam Stewart präsentierte diesen Song mit Beryl Booker und John Collins in dem Film Boy! What a Girl! (1947).